# Lennart Nilsson (football)
Pour les articles homonymes, voir Lennart Nilsson (homonymie).
Lennart Nilsson, né le 1er janvier 1959 en Suède, est un footballeur suédois, évoluant au poste de milieu ou attaquant. Au cours de sa carrière, il évolue à l'IF Elfsborg et à l'IFK Göteborg ainsi qu'en équipe de Suède.
Nilsson ne marque aucun but lors de ses six sélections avec l'équipe de Suède entre 1982 et 1987.

## Biographie

### En club
Avec l'IFK Göteborg, il remporte une Coupe de l'UEFA, et deux championnats de Suède. Il inscrit deux buts lors des demi-finales de la Coupe de l'UEFA contre le Swarovski Tirol. Il inscrit à nouveau un but lors de la finale retour disputée face au club écossais de Dundee.
Avec l'IFK il dispute également 4 matchs en Coupe d'Europe des clubs champions. Lors de cette compétition, il inscrit un but face au club albanais du KF Tirana, à l'occasion des huitièmes de finale.

### En équipe nationale
Lennart Nilsson reçoit 6 sélections en équipe de Suède entre 1982 et 1987.
Il joue son premier match en équipe nationale le 13 novembre 1982 contre Chypre dans le cadre des éliminatoires de l'Euro 1984. Il joue son dernier match le 23 septembre 1987 face au Portugal, lors d'une rencontre comptant pour les éliminatoires de l'Euro 1988.

## Carrière de joueur
- 1978-1986 : IF Elfsborg
- 1987-1990 : IFK Göteborg

## Palmarès

### En équipe nationale
- 6 sélections et 0 but avec l'équipe de Suède entre 1982 et 1987

### Avec l'IF Elfsborg
- Finaliste de la coupe de Suède en 1981

### Avec l'IFK Göteborg
- Vainqueur de la coupe de l'UEFA en 1987
- Vainqueur du championnat de Suède en 1987 et 1990